# Skogsgård
Skogsgård är ett naturreservat i Halmstads kommun i Hallands län.
Reservatet har varit en sand- och grustäkt, som numera är hed med många blommor. 